# 人類世 (專輯)
《人類世》（英語："Anthropocene"）是香港男子組合C AllStar的第12張錄音室專輯，亦是該組合於2021年復出后推出的首張專輯，於2021年11月26日由寰亞唱片和私人國發行。專輯的創作及製作班底包括梁栢堅、Oscar、賴映彤、徐繼宗、Adrian Chan、林家謙、Nowhere Boys等人，而組合的長期合作監製簡敬慈（簡），以及陳健安（On仔）、梁釗峰（釗峰）、何建曦（Jase）、吳崇銘（King）所有組合成員亦參與專輯的創作和監製。
專輯是一張粵語流行作品，並受到放克、後搖滾、節奏藍調等不同曲風的影響。專輯引用同名地質學名詞作為主題，並把組合設定成地球的最後一代人類，歌曲則圍繞著他們作為地球保衛隊所做的事。專輯的曲目順序採用倒三角式的結構，首先從宏觀角度出發，以宇宙作為起點，繼而把視角拉近至地球的環境問題，然後再聚焦上人類的切身問題。
《人類世》總共收錄六支單曲，當中包括獲得五台冠軍的〈集合吧！地球保衛隊〉與〈留下來的人〉。為了宣傳專輯，C AllStar舉辦了展覽會以及簽唱會，以及舉行與鄭欣宜合作的「我是現場」演唱會等多場演唱會。他們亦登上了ViuTV的電視節目《歌手·門》以及《Chill Club》宣傳作品。
專輯發後獲得商業成功，因推出後迅速斷貨而需要不斷加印，並獲得香港唱片商會銷量榜三週冠軍。專輯亦獲得樂評家的正面評價，包括讚賞作品的概念與音樂脈絡，以及它的製作模式。專輯及其收錄曲亦獲得「2021年香港樂評選」、「2022年CASH金帆音樂獎」與「2021年度叱咤樂壇流行榜頒獎典禮」等多個年度頒獎禮的獎項。

## 背景與發展
2017年，C AllStar在推出新曲加精選《此刻無價 C AllCollection》以及完成兩場紅館「生於C AllStar演唱會」後，便進入休團時期。期間四位成員均發展個人音樂事業，當中King以DJ King名義推出多首EDM風格歌曲，而其他三位成員均亦在推出多首歌曲後相繼發行個人EP。四位成員亦曾在2019年與2020年限定合體推出歌曲、參與現場演出，以及舉行出道十週年虛擬演唱會。
2021年1月25日，C AllStar在社交平台上發布填充貼文，暗示組合即將回歸樂壇。組合在翌日正式公開重組活動的消息，並宣佈在1月27日發行新單曲〈集合吧！地球保衛隊〉。他們其後在2021年間接連發行〈留下來的人〉、〈沒明日的恐懼〉，以及〈還有48小時〉等多首單曲，並在同年7月舉行兩場「C AllStar 集合吧演唱會2021」紅館演唱會。
2021年1月29日，C AllStar在宣傳新歌期間於叱咤903的電台節目《叱咤樂壇》表示正在錄製新專輯，並透露專輯以「人類世」作為主題，而他們已經錄製好三首歌曲。8月30日，成員On仔在社交媒體表示組合年內至少還會推出四首新歌。他其後在10月23日表示專輯的錄音部分已經在昨天正式結束。組合在11月14日宣佈新專輯《人類世》的歌曲數目以及發行日期，並在11月19日公開專輯封面以及收錄曲目的名稱。2022年，隨著與C AllStar合作長達12年的簡移民加拿大，意味著《人類世》成為他最後一張參與監製的組合作品。

## 構想與製作
休團期間的C AllStar在2020年曾打算趁著組合出道十週年重組，但因為2019冠狀病毒病疫情的影響以及各成員的工作忙碌，因此決定押後重組的時機。C AllStar的長期合作監製簡期間聚集成員見面，並在2020年9月9日正式展開首次新專輯的會議，當時的專輯暫名為《地球的最後一代》。其後簡在相約成員出席飯局時向他們播放一部以「人類世」為主題的紀錄片，並表示以此作為專輯的主題及正式名稱。
簡亦給予四位成員「功課」，要求他們每人為新專輯創作及監製至少一首歌曲。簡在確立專輯的正式名稱後便將〈時輪〉的樣本歌曲交給釗峰，要求曾擔任靈性節目主持的他為這首放在專輯最後的歌曲監製及創作。但釗峰在填詞期間遇上困難，因而決定與另一成員Jase共同為歌曲填詞。簡亦將〈沒明日的恐懼〉一曲交給Jase監製，他收到歌曲樣本後主動要求擔任填詞，並為組合成員四人製作不同角色，使眾人帶著各自角色的心路歷程演譯歌曲。簡在播映一部關於北極熊的紀錄片後便讓On仔以此為主題創作歌曲，並提供一些相關歌曲予他作為參考。On仔在參考簡提供的歌曲以及自己聆聽的音樂後便開始創作，寫了四五個版本後便創作出〈北極熊的遺言〉，並同時參與監製。在整張專輯接近完成時，簡才讓King創作專輯的開場曲，並告訴他自己為歌曲設定的場景。King其後分別創作出〈給人類的一份宣言〉和序曲〈進入元宇宙〉，並同時參與監製。
除了讓四位成員參與創作和監製外，作為專輯監製的簡以不同方式製作出專輯的歌曲，包括向賴映彤提出量身創作歌曲〈集合吧！地球保衛隊〉的請求、從現成的樣本歌曲中挑選出〈留下來的人〉、主動徵求劉卓軒的樣本歌曲〈唯一出路〉改編、重新改編C AllStar過往的歌曲〈馬爾代夫（OCTV海洋特別新聞報導）〉，以及改編李昊嘉的歌曲〈曾經如此在意〉。

## 主題與風格
《人類世》引用同名地質學名詞作為專輯主題，意指地球已經生存四十六億歲，假如把這濃縮為365日的話，人類的出現只有一秒；這一秒間的出現已消耗地球很多自然生態，當中包括樹木、花草的生態。專輯把組合設定成地球的最後一代人類，而他們作為地球的保衛隊所做的事則成為企劃主軸。專輯的曲目順序採用倒三角式的結構，首先從宏觀角度出發，以宇宙作為起點，繼而把視角拉近至地球的環境問題，然後再聚焦上人類的切身問題。專輯的上半部主要圍繞著大世界的不同物種出現的情況，而後半部則主要反映出人類切身處地的狀況。組合的所有成員均參與專輯的創作及製作，而簡、梁栢堅、Oscar、賴映彤、徐繼宗、Adrian Chan、林家謙、Nowhere Boys等亦分別參與專輯的創作和製作。專輯是一張粵語流行作品，並受到放克、後搖滾、節奏藍調等不同曲風的影響。

## 歌曲

### 曲目1－6
專輯的開首曲〈進入元宇宙〉是一首間奏曲，歌曲將近年對地球的新聞報導作為素材以電子音樂風格剪裁開展，並交接至第二首歌曲〈給人類的一份宣言〉。〈給人類的一份宣言〉是一首帶有放克元素音樂聲效的歌曲，歌曲的音樂加入了很多關於氣候變化的新聞，並使用了美國太空總署般的模擬音效。歌曲最大的特色為大量使用自動調諧修飾，而成員的在錄音時亦特意使發音含糊，以配合歌曲調音後的效果。第三首歌曲〈馬爾代夫〉是C AllStar舊曲〈馬爾代夫（OCTV海洋特別新聞報導）〉的重新改編版，由於歌曲同樣是以地球環境作為題材，與專輯的主題相當配合，因此決定以適合收錄在《人類世》的編曲重新改編，並藉此反映出歌曲提及的問題在近十年間仍然未能解決。第四首歌曲〈北極熊的遺言〉以瀕臨絕種的北極熊角度出發，道出人類所做的種種行為，導致北極熊失去棲身的地方。歌曲受到後搖滾的風格影響，並特意邀請樂隊Nowhere Boys參與編曲，以營造出更加冰冷的感覺。第五首歌曲〈集合吧！地球保衛隊〉靈感源自達明一派1990年作品〈十個救火的少年〉，講述當年那些少年因為某些原因離開，而大家現在都回歸組成地球保衛隊。第六首歌曲〈還有48小時〉是一首節奏藍調歌曲，主題講述假如世界只剩下最後48小時的話會選擇怎樣度過，並從無奈之間透點積極。

### 曲目7－12
第七首歌曲〈黃昏與黎明之間〉是一首間奏曲，將前一首歌曲結尾帶有黃昏般的意境過度至下一首歌曲較夜晚的意境，使專輯的故事更流暢與完整。第八首歌曲〈共同望銀河那時〉改編自李昊嘉的歌曲〈曾經如此在意〉，歌曲加入鼓、電子琴、結他等各種樂器的聲音。第九首歌曲〈沒明日的恐懼〉由林家謙作曲兼編曲，而歌詞則分為四個角色的部分，並讓四位成員代入角色的心路歷程演唱。歌曲用上電鼓與效果將聲音較為內化，聲效亦使樂句尾巴飄散。第十首歌曲〈留下來的人〉以原音樂為主，包括以鋼琴與弦樂作為骨幹，歌曲講述大家正在面對離開以及留下的抉擇，而到底選擇留下的是如何面對未來，而他們的心態又是怎樣。第十一首歌曲〈相濡以沫〉是一首講述面臨離別的時刻該以怎樣心情面對的歌曲，並透過明亮的唱法帶給從絕望中有著小小醒覺的感覺。專輯的結尾曲〈時輪〉從劉卓軒的樣本歌曲〈唯一出路〉改編，歌曲的編曲帶有遼闊的空間感，並特意加入了合唱團的大合唱部分，以配合歌曲的傳承和引領的感覺。歌詞主題講述即使人類還是無可許免迎來了最後一代，但靈魂仍然能夠在精神層面以及同步的光譜上重聚，使人類得以延續下去。

## 美術設計
《人類世》的封面延續紅館「C AllStar 集合吧演唱會2021」四位成員與大自然共存的造型，照片的拍攝時間超過八小時，期間所有成員皆需要維持從頭髮到腹肌都塗滿麵粉、顏料和黏土等仿泥灰物料的狀態。封面的設計概念為四位成員從「地球保衛隊」成為世界未日後的生還者，經過不斷進化後成為全新地球的新物種，和植物以及大自然融為一體。當中纏繞在成員身上的植物雖然看似枯萎，但其實仍然有著生命，並以另一個姿態重生，象徵著希望和正能量。《人類世》的封面上出現一個類似細胞以及爆炸般的紅色半圓體，四位組合成員則在下方飄浮著，而專輯的英文名稱《Anthropocene》以及組合的名稱亦分別印在封面的最上方及最下方。

## 單曲
〈集合吧！地球保衛隊〉於2021年1月27日作為專輯首支單曲發行，歌曲推出後獲得熱烈回響，最高登上903專業推介、中文歌曲龍虎榜、新城勁爆流行榜、勁歌金榜與Chill Club 推介的冠軍，成為C AllStar的第一首五台冠軍歌。〈留下來的人〉於2021年4月14日作為專輯第二支單曲發行，歌曲推出後獲得極大成功，成為組合連續第二首五台冠軍歌，並在Spotify突破1,000萬次播放量。
〈沒明日的恐懼〉於2021年7月7日作為專輯第三支單曲發行，歌曲推出後最高登上903專業推介第11位，以及新城勁爆流行榜第2位。〈還有48小時〉於2021年9月8日作為專輯第四支單曲發行，歌曲推出後最高登上903專業推介第2位。〈北極熊的遺言〉於2021年11月9日作為專輯第五支單曲發行，歌曲推出後最高登上903專業推介第3位，以及新城勁爆流行榜第10位。〈共同望銀河那時〉於2021年12月13日作為專輯第六支單曲發行，歌曲推出後最高登上903專業推介第14位，以及新城勁爆流行榜第3位。

## 宣傳活動

### 簽唱會與展覽
2021年11月27日至12月6日，C AllStar在The ONE舉辦「留低的與重生的 C AllStar Archive」展覽會，包括展出音樂錄影帶使用物品以及歌迷收藏品等各種展品。他們亦在11月26日出席展覽會的揭幕禮，現場分享新專輯創作概念，並演唱多首新歌。12月5日，C AllStar在上水廣場舉行規模近百人的《人類世》簽唱會。組合在簽唱會中分享專輯製作過程以及造型拍攝等花絮，並獻唱〈集合吧！地球保衛隊〉和〈北極熊的遺言〉等多首歌曲，以及為在場歌迷的新專輯簽名。2021年12月31日至2022年1月13日，C AllStars的歌迷為組合舉行「C AllStar 時代紀錄者」音樂文化展覽，以展覽整合組合歷年的專輯及歌曲概念，紀錄他們超過十年的音樂歷程。2022年1月2日，組合在荃新天地舉行規模數百人的《C AllStar集合吧演唱會2021》藍光影碟簽唱會。組合在簽唱會分享演唱會趣事點滴及新一年最新動向等近況，並獻唱〈留下來的人〉與〈共同望銀河那時〉等歌曲，以及為在場歌迷的演唱會藍光影碟簽名。

### 演唱會
2021年11月14日，C AllStar與清熱酷合作舉行免費演唱會「清熱酷賞你睇C AllStar C AllLive 2021」，演唱新曲〈北極熊的遺言〉等多首歌曲。12月16日與17日，C AllStar連同女歌手鄭欣宜在九龍灣國際展貿中心舉行一連兩晚的「我是現場」合作演唱會。C AllStar演唱了〈集合吧！地球保衛隊〉〈留下來的人〉與〈還有48小時〉等新專輯歌曲，並與鄭欣宜合唱了〈傾城〉、〈先哭為敬〉和〈少數〉等由黃偉文填詞的歌曲，以及〈White Christmas〉和〈白色信件〉等聖誕主題歌曲。C AllStar原訂亦連同樂隊Mr.於2022年1月21日與22日在竹翠公園舉行「Harbour the Sonic」戶外演唱會，但其後為配合香港政府的2019冠狀病毒病疫情防疫措施而在1月5日宣佈延期舉行。然而演唱會最終因演出雙方的行程未能配合而在同年5月宣告取消。

### 電視節目
12月2日和3日，C AllStar與樂隊Dear Jane登上ViuTV的《歌手·門》，包括分享音樂生涯背後的故事，以及合唱〈二十年後的歌〉、〈時間囊〉、〈別說話〉和〈新預言書〉的混合曲等歌曲。2022年2月20日，組合登上ViuTV的《Chill Club》演唱了〈共同望銀河那時〉、〈時輪〉、〈給人類的一份宣言〉等多首專輯歌曲。

## 專業評價
《三十過後一個人住》的樂評人Alex讚賞組合以一張《人類世》把地球的最後一代所經歷的透過一首首歌曲，以猶如說故事的形式唱出來。他也感激組合為廣東樂壇於這個世代留下重要的一章，以及同時為自己這次重組劃上無憾的感歎號。論盡音樂的編輯讚賞《人類世》的製作模式，指專輯不僅新曲數目眾多，還帶著認真概念和訊息，甚至將作品設定為較親民的價格，在近年多以單曲合輯形式和「收藏價」發行的市場中顯得「不可思議」。他亦特別讚賞專輯的音樂脈絡，認為從第一首歌至最後一首歌中的編曲皆有所關連，用心處理較少香港歌手和監製留意的事上。編輯其後亦將《人類世》評為2021年的年度專輯。
私家音樂的樂評人Issac讚賞C AllStar團隊製作出一張末日說明書，教導大家假如末日來到的時候該怎樣面對。他亦指即使一整個世代真的在一夜間死去，留下來的專輯還可以讓千萬年後再重生的下一代人類，知道上一代人類是怎樣面對末日。音樂滿瀉的編輯將《人類世》評為2021年第10佳本地專輯，讚賞在宏大格局的背後，滿佈與亂世相互對照的意涵，而各首作品在有更深層的解讀空間同時，也不會顯得太過晦澀。他亦讚賞專輯的音樂在完整意念下也作出不少突破，而四位曾經個人發展的成員在重組後不僅找到自己適合的位置，也難得地沒有失去「組合」的特色。

### 獎項
在「2021年香港樂評選」中，C AllStar憑著《人類世》入圍年度唱片和年度樂團，而〈留下來的人〉的作曲家徐沛昕和填詞人曰云亦分別入圍年度旋律和年度歌詞，最終組合贏得年度唱片一獎。在「2022年CASH金帆音樂獎」，C AllStar和何秉舜分別憑著〈留下來的人〉入圍最佳合唱演繹和最佳編曲，最終組合贏得最佳合唱演繹。組合亦憑著〈留下來的人〉贏得「2021年勁歌金曲優秀選第一回」的得獎金曲，以及「新城勁爆頒獎禮2021」的勁爆歌曲。組合亦同時憑著〈集合吧！地球保衛隊〉等多首歌曲贏得「新城勁爆頒獎禮2021」的勁爆組合，而專輯監製簡也以專輯贏得勁爆音樂製作。在「2021年度叱咤樂壇流行榜頒獎典禮」，組合也憑〈集合吧！地球保衛隊〉贏得專業推介叱吒十大第七位，並憑著多首上榜歌贏得叱咤樂壇組合金獎。

## 商業成績
《人類世》發行後獲得商業成功，推出後因銷情熱烈而迅速斷貨，使唱片公司需要不斷加印出貨，而專輯亦在坊間出現炒賣的情況。專輯發行首週空降香港唱片商會銷量榜第1位，把女歌手容祖兒在前一週空降冠軍的專輯《薛丁格的貓》擠至第2位。專輯在發行次週退居榜單第2位，而容祖兒的《薛丁格的貓》則重新登上冠軍位置。《人類世》在黑膠唱片發行當週從榜外重新登上香港唱片商會銷量榜第1位，並在次週繼續高據榜單冠軍。《人類世》總共獲得三週冠軍，並前後在香港唱片商會銷量榜前10位逗留了十三週。

## 曲目
| 曲序 | 曲目                                                     |                 | 作曲        | 编曲                | 製作人         | 时长 |
| ---- | -------------------------------------------------------- | --------------- | ----------- | ------------------- | -------------- | ---- |
| 1.   | 進入元宇宙 Anthropocene to Metaverse                     |                 | DJ King     | 簡 DJ King          | 簡 DJ King     | 0:59 |
| 2.   | 給人類的一份宣言 To human……                              | Oscar           | DJ King     | DJ King             | 簡 DJ King     | 3:40 |
| 3.   | 馬爾代夫 The crisis of Maldives                            | 梁栢堅          | 蔡志浩      | Perry Lau           | Adrian Chan 簡 | 3:59 |
| 4.   | 北極熊的遺言 The last words of a Polar bear              | Oscar           | 陳健安      | Nowhere Boys 陳健安 | 簡 陳健安      | 4:48 |
| 5.   | 集合吧！地球保衛隊 Together We Strive For A Better World | 梁栢堅          | 賴映彤      | 賴映彤              | 簡             | 4:16 |
| 6.   | 還有48小時 48 Hours Remaining                            | T-Rexx          | 徐繼宗      | 陳考威              | 簡             | 4:07 |
| 7.   | 黃昏與黎明之間 From dusk till dawn                       |                 | 賴映彤      | 賴映彤              | 簡 賴映彤      | 2:10 |
| 8.   | 共同望銀河那時 Once in a blue moon                       | 簡 小廣         | 賴映彤      | 賴映彤              | 簡 賴映彤      | 4:32 |
| 9.   | 沒明日的恐懼 No Tomorrow                                 | SoulJase        | 林家謙      | 林家謙              | 簡 SoulJase    | 3:48 |
| 10.  | 留下來的人 For those who stay, for those who had left    | 曰云            | 徐沛昕      | 何秉舜              | 簡             | 4:04 |
| 11.  | 相濡以沫 Live on each other                              | 鍾晴            | Lesta Cheng | 賴映彤              | 簡             | 4:15 |
| 12.  | 時輪 Reincarnation                                       | 梁釗峰 SoulJase | 劉卓軒      | 賴映彤              | 簡 梁釗峰      | 4:49 |

## 製作名單
資料來自成員陳健安的官方Instagram。
C AllStar
- DJ King － 全樂器、監製、混音（曲目1、2）、全和聲編排（曲目2）
- 陳健安 － 附加電結他（曲目4）、合成器編程（曲目4）、全和聲編排（曲目5、8、9、11）、聲樂編排（曲目4、6、10）
- SoulJase － 全和聲編排（曲目5、8、9、11）、和聲編排（曲目6、10）、監製（曲目9）
- 梁釗峰 － 監製（曲目12）

其他人員
- C AllStar － 原始和聲（曲目3）、全和聲錄製（曲目5、6、8、11、12）、全和聲編排（曲目12）
- 簡 － 監製（全曲目）
- Perry Lau － 編程、編輯、附加和聲（曲目3）
- Lau Heung King － 附加和聲（曲目3）
- Adrian Chan － 混音、監製（曲目3）
- Lorenzo Antonio Iosco － 低音單簧管（曲目4）、單簧管（曲目9）
- Lemon － 全聲樂編輯（曲目4－6、8－12）、全聲樂錄製（4－6、8－12）
- 賴映彤 － 全聲樂編輯（曲目4－6、8－12）、全合成器、鍵盤、編程（曲目4、7、8、11、12）、全樂器編輯（曲目4、8、11、12）、混音（曲目7）、監製（曲目7、8）、全和聲編排（曲目12）
- Andy Wilson － 母帶處理（曲目4）
- Jordie Guzman － 混音（曲目4）
- Van Chan － 合成器編程（曲目4）
- Kenneth Angus － 電結他錄製、原聲結他錄製（曲目4）
- Nowhere Boys － 鼓樂錄製、低音結他錄製、鍵盤錄製（曲目4）
- Brian Chan － 結他（曲目5、8、11、12）
- Frankie Hung － 混音（曲目5、8－12）
- 阿介 － 鼓樂錄製（曲目5、8、11）、錄製（曲目10）、弦樂錄製（曲目11）、合唱錄製（曲目12）
- Timothy Chan － 低音結他（曲目5、8、11、12）
- Tim Panho － 鼓樂（曲目5）
- Nigel － 低音結他（曲目6）
- Sim Liang － 鍵盤（曲目6）
- Matthew Sim － 混音（曲目6）
- Lawrence Tsui － 鼓樂（曲目8、10－12）
- 林家謙 － 全和聲編排、單簧管外全樂器（曲目9）
- 何秉舜 － 編程、鍵盤（曲目10）
- Basskit Ho － 低音結他（曲目10）
- Anna Kwan － 大提琴（曲目10）
- 蘇德華 － 結他（曲目10）
- 利偉銘 － 錄製（曲目10）
- 鈴木美矢香 － 中提琴（曲目10、11）
- Gallant Ho － 小提琴（曲目10、11）
- Leslie Ryang － 小提琴（曲目10、11）
- Joyce Lee － 女低音合唱聲樂（曲目12）
- Natalie Ki － 女低音合唱聲樂（曲目12）
- Wendy Au － 女低音合唱聲樂（曲目12）
- Jerry Cho － 男低音合唱聲樂（曲目12）
- Jimmy Shum － 男低音合唱聲樂（曲目12）
- Lancelot Ho － 男低音合唱聲樂（曲目12）
- Ray Poon － 男低音合唱聲樂（曲目12）
- 香港合唱新力量 － 合唱（曲目12）
- Kelvin Lau － 男高音合唱聲樂、合唱團指揮（曲目12）
- Alma Chu － 樂譜準備（曲目12）
- Cherry Lok － 女高音合唱聲樂（曲目12）
- Elsie Ching － 女高音合唱聲樂（曲目12）
- Karen Yuen － 女高音合唱聲樂（曲目12）
- Mandy Chung － 女高音合唱聲樂（曲目12）
- Melody Lee － 女高音合唱聲樂（曲目12）
- Michelle Kwan － 女高音合唱聲樂（曲目12）
- Anson Tai － 男高音合唱聲樂（曲目12）
- Suen Shing Yu － 男高音合唱聲樂（曲目12）
- Simon Li － 專輯母帶處理
- Wong Sun Mun － 專輯創意指導
- Kit Wan － 服裝設計
- Simon C － 攝影
- Zanki Ng － 髮型師
- Angel － 化妝師

## 發行歷史
| 地區 | 日期           | 形式              | 廠牌        | 來源   |
| ---- | -------------- | ----------------- | ----------- | ------ |
| 多國 | 2021年11月26日 | 線上下載 串流媒體 | 私人國 寰亞 | [ 35 ] |
| 香港 | 2021年11月26日 | CD                | 私人國 寰亞 | [ 94 ] |
| 香港 | 2022年3月4日   | 黑膠唱片          | 私人國 寰亞 | [ 95 ] |